# Marcel Moore
Marcel Moore, pseudónimo de Suzanne Alberte Malherbe, (Nantes, 19 de julio de 1892 – Jersey, 19 de febrero de 1972) fue una ilustradora, diseñadora y fotógrafa francesa. Junto con su pareja sentimental y creativa Claude Cahun, fue una escritora y fotógrafa surrealista.

## Trayectoria
Moore estudió en la Academia de Bellas artes de Nantes. En 1909, con diecisiete años, conoció a Lucie Schwob (Claude Cahun) de quince años y comenzaron una colaboración artística que duró toda sus vidas. La madre de Moore, tras quedarse viuda se casó con el padre divorciado de Schwob en 1917. La comisaria Tirza True Latimer ha teorizado que esta relación de hermanastras no sólo alentó las colaboraciones creativas de las jóvenes, sino que también desvió la atención de su relación sentimental. Entre 1920 y 1937, vivieron en París, donde se involucraron con el movimiento surrealista y contribuyeron a las actividades teatrales de vanguardia. Tomaron pseudónimos neutros en cuanto al género: Malherbe se convirtió en Marcel Moore, y Schwob en Claude Cahun. Permanecieron juntas hasta la muerte de Cahun en 1954.

## Carrera
A principios de los años 20, Moore trabajó como diseñadora gráfica, produciendo ilustraciones ornamentadas influenciadas por la tendencia japonesa y la escena de la moda parisina de la década de 1910. Sus diseños de moda fueron publicados en el periódico Phare de la Loire, propiedad de la familia Schwob. También colaboraron con el poeta Marc-Adolphe Guégan, realizando ilustraciones para dos de sus libros: L'Invitation à la fête primitive (1921) y Oya-Insula ou l'Enfant à la conque (1923).
Moore fue más conocida por ser la colaboradora de Cahun, cuya obra fotográfica, casi olvidada durante décadas, fue redescubierta en la década de 1980 y reconocida como una antecesora de los autorretratos teatrales de Cindy Sherman. Sin embargo, estudios recientes sugieren que Moore no solo era una musa sino que también participó activamente en la creación de algunas de las obras más conocidas de Cahun. En un ensayo para la exposición 2005–2006 Actuando: Claude Cahun y Marcel Moore en el Museo de Arte Frye en Seattle, Tirza True Latimer sostiene que las fotografías de Cahun no son tanto "autorretratos" como colaboraciones con Moore. A veces, se fotografiaban posando alternativamente en el mismo cuadro. La sombra de Moore aparece en algunas fotografías de Cahun, haciendo visible su propio papel detrás de la cámara.
Moore ilustró la escritura creativa de Cahun en varias ocasiones. Para el volumen de poesía de Cahun de 1919 Vues et visions, creó ilustraciones a pluma y tinta similares al estilo decorativo de Aubrey Beardsley. Moore fue el tema de la dedicación de Cahun: "Te dedico esta prosa pueril a ti, para que todo el libro te pertenezca y, de esta manera, sus diseños puedan canjear mi texto ante nuestros ojos". En 1930, Cahun y Moore publicaron un segundo libro de versos e ilustraciones llamado Aveux non avenus (traducido como "confesiones rechazadas"). Las ilustraciones de Moore para este trabajo consisten en imágenes reunidas de sus muchas fotografías de Cahun, que tratan sobre muchos de los mismos temas de identidad que se pueden leer en la propia fotografía y poesía de Cahun.

## Activismo
En 1937, Moore y Cahun se mudaron de París a Jersey, posiblemente para escapar del creciente antisemitismo y trastornos políticos que llevaron a la Segunda Guerra Mundial. Permanecían en la isla de Jersey cuando las tropas alemanas la invadieron en 1940. Durante varios años, las dos arriesgaron sus vidas al distribuir propaganda contra los nazis a los soldados alemanes. A pesar de haber vuelto a sus nombres originales y presentarse como hermanas en Jersey, sus actividades en la resistencia fueron descubiertas en 1944, y fueron  encarceladas y condenadas a muerte. Fueron liberadas por la Liberación de Jersey en 1945, pero su hogar y propiedad habían sido confiscados y gran parte de su arte fue destruido por los alemanes. 

## Últimos años
La salud de Claude Cahun se deterioró durante su encarcelamiento durante la guerra; murió en 1954, después de lo cual Moore se mudó a una casa más pequeña. Moore se suicidó en 1972. Fue enterrada con su compañera Claude Cahun en la iglesia de St. Brelade. 

## Legado
En 2018, una calle de París, cerca de la rue Notre-Dame-des-Champs donde vivían Suzanne y Lucie, tomó el nombre de "Paseo Claude-Cahun-Marcel-Moore" en el distrito 6 de la capital francesa. 